# Brachysaura minor
Brachysaura minor là một loài thằn lằn trong họ Agamidae. Loài này được Hardwicke & Gray mô tả khoa học đầu tiên năm 1827.